# D4: Dark Dreams Don't Die
『D4: Dark Dreams Don’t Die』（D4:ダーク ドリームズ ドント ダイ、略称：D4）は、大阪のディベロッパーアクセスゲームズが手掛けた、Xbox One専用のミステリーアドベンチャーゲーム。日本時間2014年9月19日にワールドワイド同時発売した。また、日本時間2015年6月5日に、Windows版（略称：D4PC）を発売。

## 概歴
同社オリジナルタイトル「レッドシーズプロファイル」制作後、ディレクターSWERY発案の企画としてスタートする。
当初Xbox 360にて開発を進めていたが、座ってくつろぎながらのプレイ、感情移入できるプレイ感覚「感覚再現」をコンセプトにしていたため、Xbox 360のKinectよりも精度が高い、Xbox Oneを選択することになる。
2013年のE3の「Xbox E3 2013 Media Briefing」にて数少ない日本のディベロッパーとしてローンチトレーラーを発表。
2013年の東京ゲームショウでは、メディア限定でプレイアブルを公開。Kinectを使った斬新なプレイスタイルに、驚きの言葉とともに高い評価を得た。
2014年のE3では、Microsoftブースにてプレイアブル出展を行い、「Destructoid's Best of E3 2014」にノミネートした。
なお、このとき、2013年当時はエピソーディックでのリリース、展開を進めて行く予定だったが、プロローグ、エピソード1と2の3エピソードのセット販売が決まる。
2014年の東京ゲームショウにて突如として発売日と販売価格を発表（発表日の翌日が発売日）。
この東京ゲームショウにて、4Gamer、ファミ通、電撃という3つのゲーム媒体で連携した「メディアアワード」にて、ルーキー部門「4Gamer優秀賞」を受賞した。
発売に際して、バーチャファイターの生みの親である鈴木裕や、タイタンフォールを手がけたRespawn EntertainmentのAbbie Heppe、Gears of Warシリーズのクリエイターである「Cliff Bleszinski（クリフB）」など、多くのクリエイターから絶賛のコメントをもらう。
Press Play TVの2014年ゲーム・オブ・ザ・イヤー（ベスト・アドベンチャーゲーム）、同時に主人公デイビッド・ヤング（David Young）がベスト・ニュー・キャラクターを受賞。
また、2014年12月17日、Gamerheadquartersの"Digital Game of the Year"及び、"Fan Favorite Game of the Year"を受賞した。
2015年1月1日から1月31日までの1ヶ月間、Xbox One "Games with Gold" の対象となった。
2015年1月にダウンロード者数が全世界で100万本を突破したことがディレクターSWERYのTwitterによって報告された。
2015年3月には、Mega64によるパロディビデオが公開されている。
2015年11月よりディレクターのSWERYが病気療養に入ったため、エピソード2の続きとなる「Season2」の開発が一時停止される。療養を経て2016年、SWERYがアクセスゲームズを退社。
退社後のSWERYはSeason2について「シナリオは既に最後まで仕上げてあり、開発はアクセスゲームズ次第」と言明したが、2020年現在アクセスゲームズ側の動きは無く、ストーリーは未完のままとなっている。

## 作品解説
私立探偵である、主人公デイビッド・ヤングが、"メメント" と呼ばれる物体がもつ記憶を頼りに過去に飛べる特殊な能力を使って、2年前に殺害された妻の事件の真相を解き明かそうとするミステリーアドベンチャーゲーム。
Xbox Oneならではの「Kinectによるジェスチャー操作」に対応しており、コントローラーなしでプレイができるのが最大の魅力。
むろん、コントローラーでのプレイにも対応していて、リアルタイムに切り替えることができるので、Kinect同梱版ではないユーザーでも満足できる作品になっている。
Kinect操作では、プレイヤーのジェスチャーが主人公の動きや感情に反映されるため、まるでゲーム内の行動を自分で行っているかのような感覚が得られる。これを「感覚再現」と呼ぶ。

## ゲームシステム
本作はKinectとコントローラーに対応している。

画面は、サードパーソンビューになっていて、操作の基本は画面中のカーソルを移動させて、画面中のアイコンを触ることでアイコンに応じた行動を起こす仕組み。
行動には、アイコンを触る、オブジェクトを触る、会話の分岐を選択する場合などがある。
Kinectでの操作は、Kinectセンサーへ手をかざして画面中のカーソルを動かし、気になる箇所で手を握る（GRAB）ことで行動が起こる。
また、手を左右に振るだけで、周囲を振り返るなど簡単な操作でアドベンチャーゲームを楽しむことができる。

今作は、SWERYが手掛ける奇抜なシナリオも売りの一つとなっているが、シナリオの展開を知るカットシーン中でも、会話の選択肢が発生し、プレイヤーの考えで進めることができる。
主人公の考えに近い選択肢を選ぶと「シンクロ率」が上がって高得点（クレジット）を取得できる。
クレジットはカットーシーンのみならず、あらゆるシチュエーションで用意されていて、クレジットを取得することで体力回復アイテムを購入したり、主人公のステータスを上げる服装を購入することができる。

## PC版における変更点
- Xbox OneでのKinectによる基本操作を全廃し、全ての入力をマウス操作で出来るように対応
- Kinectによるジェスチャ入力をマウスによる新規コマンドに変更
- Kinectによる同期入力使用個所をマウスによる新規コマンドに変更
- シンクロスタント（QTE）においてKinectを使用していたコマンドを全廃し、全ての入力をマウス操作で出来るように対応
- Xbox One版の期間限定ダウンロードコンテンツを全てインゲームに組み込み
- 上記変更に伴うユーザーインターフェースを新規作成
- 上記変更に伴うマイク入力を全廃
- シンクロスタント（QTE）評価判定を再調整
- アイテム類のパラメータ及び配置を再調整
- PC版専用の設定項目を追加
- 60fpsでの動作
- ロード時間高速化
- 既知のバグを修正
- Xbox One版専用コンテンツの削除
- Steam版専用コンテンツの追加

## ストーリー
主人公デイビッド・ヤングは、元ボストン市警察麻薬課の刑事で、今は“過去を調べる探偵”。
妻であるリトル・ペギーが殺された日、彼は額に弾丸を撃ち込まれ、記憶を失うと同時に、「メメント」と呼ばれる遺物に触れることで、過去の世界へ潜ることのできる能力「ダイヴ」を手に入れた。
死の間際、リトル・ペギーが耳元でささやいた最後の言葉、「Dを…探して…（LOOK　FOR　D）」という謎の言葉を胸に、現在も死の真相を追い続ける。
事件が起こる過去のAG117便へと降り立ったデイビッドは、これから消えることになるドラッグの運び屋「アントニオ・ラビット・サバテロ」と連邦保安官「デレク・ブキャナン」らと遭遇する。
捜査を開始してみると、奇妙なことに調査対象の2人を含め、機内には”D”の符号を持つ者達やデイビッドを知る者が複数いることがわかった。
彼らにとってデイビッドはすでに過去の人、デイビッドにとっては未来に交錯する者たちが、この機内にはいるようだ。
突如の雷鳴とともに揺れる機体。乗客達の悲鳴があがり、なおも激しく揺さぶられるなか、その混乱に乗じて運び屋は保安官を気絶させて逃亡を図っていた。
追跡と格闘を繰り返し、苦労の末に拘束に成功するデイビット。だが、突如激しい雷光と轟音がすべてをかき消す。おもわず目を瞬かせ、ようやく戻ってきた視力にデイビッドは愕然とした。
彼の前に拘束したはずの運び屋の姿はなかった。

## 登場人物
デイビッド・ヤング
本作の主人公である探偵。
元ボストン市警察（BPD）の優秀な捜査官であったが、愛妻を亡くし退職。彼の妻は死の間際「“D”を探して…(Look For D)」という謎の言葉を残した。
その言葉を胸に、現在も“D”へと繋がる事件を追いつづけている。
彼はいつもチューイングガムを膨らませている。本当はガムが大嫌いだが、妻が好きだったため噛んでいる。妻を亡くしたときに受けた弾丸が頭に残っているためか、時折妻の幻覚を見る。
リトル・ペギー
デイビッドの妻。彼は、彼女のことを婚前からの愛称「リトル・ペギー」と呼んでいる。二年前、何者かによって自宅のバスルームで殺害された。
フォレスト・ケイスン
デイビッドの相棒でボストン市警察麻薬課の現職警部。“D”へと繋がる事件の遺物「メメント」を持ってくる。
料理と食事が大好きで、デイビッドとアマンダに得意の料理をふるまうが、ほとんどは自分で食べてしまう。
アマンダ
デイビッドの家に居候している謎の少女。
リトル・ペギーが生きていたころの猫のアマンダとの関連性があるかは謎。
アントニオ・ラビット・サバテロ
ドラッグの運び屋。左目は義眼。
デレク・ブキャナン
運び屋ラビットを裁判の行われるボストンまで移送している連邦保安官。
容疑者“D”の一人。

## DLC

### 他ゲームとのコラボレーション
人気ゲームとコラボレーションしており、ゲーム内で使用可能な衣装やアイテムを追加することができる。
- Powerstar Golf
- キラーインスティンクト
- Crimson Dragon
- フェイブル
- Gears of War
- スパイフィクション
- Super Time Force
- Superbrothers:Sword & Sworcery EP
- Tentacles:Enter the Dolphin
- Max:The Curse of Brotherhood
- Wind-up Knight 2
- ハッピーウォーズ
- Republic
- ロックバンド

## 受賞歴
- 「週刊ファミ通」 2014年11月6日号（10月23日発売）の新作ゲームクロスレビューにてゴールド殿堂入り
- 東京ゲームショウ2014メディアアワードにて4Gamerアワード ルーキー部門 優秀賞を受賞
- PRESS PLAY TVゲームオブザイヤー2014にてベストアドベンチャーゲームを受賞
- PRESS PLAY TVゲームオブザイヤー2014にてベストニューキャラクターを受賞
- Gamerheadquartersビデオゲームアワード2014にてDigital Game of the yearを受賞
- Gamerheadquartersビデオゲームアワード2014にてFavorite Game of the yearを受賞
- Poppycock Reviewsのゲームオブザイヤー2014にて佳作を受賞
- GDC Awards 2015にてBest Narrative部門 佳作を受賞
- GDC Awards 2015にてBest Audio部門 佳作を受賞
- TrueAchievements Game of the Year Awards 2014にてBest Adventure Game賞を受賞

## メディアでの紹介
- テレビ
  - 「シューイチ」（日本テレビ、2014年9月20日） - ハードウェアを上手く使った斬新なゲームとして紹介された。
  - 「imagine-nation」（NHKワールドTV、2014年10月8日） - 特集が組まれた。
- 雑誌
  - 『CGWORLD』（ワークスコーポレーション、2014年5月10日） - 特集が組まれた。
- その他
  - Video Game Orchestraコンサート（2014年10月2日、11日） - 楽曲が演奏された。